# Zingiber magang
Zingiber magang là một loài thực vật có hoa trong họ Gừng. Loài này được Lý Ngọc Sâm và Jana Leong-Škorničková miêu tả khoa học đầu tiên năm 2021. Tên thông thường trong tiếng của người Kinh khu vực này là magang, còn trong ngôn ngữ của các dân tộc Co, Cà Dong và H'rê là pagieng hay pagang.

## Mẫu định danh
Mẫu định danh: Lý Ngọc Sâm, Trương Bá Vương, Cao Ngọc Giang, Lý-1327; thu thập ngày 7 tháng 8 năm 2019, cao độ 962 m, tọa độ 14°37′49,08″B 108°37′10,2″Đ / 14,61667°B 108,61667°Đ, suối Cao, phân khu 451 rừng bảo tồn Tây Ba Tơ, xã Ba Nam, huyện Ba Tơ, tỉnh Quảng Ngãi, Việt Nam. Mẫu holotype lưu giữ tại Viện Sinh học Nhiệt đới ở TP. Hồ Chí Minh (VNM), các mẫu isotype lưu giữ tại Bảo tàng Lịch sử Tự nhiên Quốc gia Pháp (P), Vườn Thực vật Singapore (SING).

## Từ nguyên
Tính từ định danh magang lấy theo tên gọi địa phương của người Kinh sống trong khu vực thu thập mẫu định danh trong tỉnh Quảng Ngãi.

## Phân bố
Loài này là đặc hữu các tỉnh Quảng Ngãi và Kon Tum, miền trung Việt Nam. Môi trường sống là ven suối cũng như các khu vực ẩm ướt và râm mát của rừng lá rộng nhiệt đới nguyên sinh và thứ sinh ở cao độ 850–1.230 m.

## Phân loại
Z. magang được xếp trong tổ Cryptanthium.

## Mô tả
Cây thảo thân rễ cao 15–40 cm, mọc thành các cụm nhỏ lỏng lẻo, mỗi cụm 2–7 chồi lá. Thân rễ phân nhánh lỏng lẻo, đường kính 0,8–1,1 cm, vỏ màu nâu sáng, ruột màu ánh vàng, thơm nhẹ, phủ một lớp vảy hình tam giác, màu nâu sáng, nhẵn nhụi, dài 2–3 cm, sớm phân hủy; các củ hình thành ở cuối rễ, hình gần cầu đến hình elipxoit, 1,4–2 × 0,5–1,2 cm, vỏ màu nâu nhạt, ruột màu trắng kem. Các chồi lá cách nhau 2–6 cm, phồng ở gốc với đường kính ~2 cm, mỗi chồi gồm 3–5 lá khi trưởng thành, nằm ở phần đỉnh của thân giả; bẹ không phiến lá 3–4, dài 2,5–18 cm, có sọc dọc khó thấy, màu xanh lục sáng, các bẹ ngoài màu ánh đỏ ở gốc, nhẵn nhụi; bẹ lá có sọc dọc khó thấy, màu xanh lục sáng, nhẵn nhụi; lưỡi bẹ 2 thùy, dài 2–5 mm, màu xanh lục sáng, nhẵn nhụi hoặc thưa lông tơ mịn, đỉnh nhọn, mép màu nâu gỉ sắt; cuống lá dài 3–7,7(–10,5) cm, màu xanh lục sáng, gối không dễ thấy, nằm ở đáy cuống lá, màu xanh lục, hơi có lông tơ đến sau trở thành nhẵn nhụi; phiến lá hình elip rộng, (12,5–)19,5–26,5(–31,4) × (6,5–)8,5–13(–16) cm, dạng da, uốn nếp yếu, mặt gần trục màu xanh lục sẫm, bóng, nhẵn nhụi, mặt xa trục màu xanh lục sáng, nửa mờ xỉn, nhẵn nhụi, đỉnh thon nhỏ dần tới nhọn thon, đáy tù với các mép giống như cánh hẹp trải rộng dần dần dọc theo cuống lá/gối. Cụm hoa 1–2, mọc ở gần gốc thân giả, dài 15–26 cm, với 1–2 hoa nở cùng một lúc; cuống cụm hoa chìm trong lòng đất một phần hoặc toàn bộ, dài 5–11 cm, đường kính 0,4–0,5 cm, với  5–10 lá bắc bao che phủ, lá bắc hình tam giác rộng-hình trứng  ở đáy, hình trứng ở xa, màu trắng với ánh đỏ, mặt ngoài thưa lông tơ; cành hoa bông thóc hình trứng hẹp đến thuôn dài, 7 –14 × 1,8–2,5 cm, gồm tới 15 lá bắc sinh sản xếp lợp chặt, mỗi lá bắc đỡ 1 hoa; lá bắc hình trứng hẹp, 3,5–4,5 × 1–1,9 cm (hẹp dần về phía đỉnh cụm hoa), lá bắc sát gốc màu xanh lục ở phần đáy phần còn lại với nhiều ánh màu đỏ đến tía, đỉnh của các lá bắc phía trên màu ánh xanh lục, mặt ngoài rậm lông tơ, mặt trong nhẵn nhụi, mép thẳng (không gợn sóng), có lông tơ, đỉnh nhọn hẹp; lá bắc con hình trứng hẹp, 2,6–3,2 × 1,5–2 cm, màu ánh xanh lục, đôi khi với ánh tía ở đỉnh, mặt ngoài thưa lông tơ, mặt trong nhẵn nhụi, đỉnh nhọn. Hoa thò ra từ lá bắc, dài 6,2–7,5 cm; đài hoa hình ống, ôm lấy ống tràng ở đáy, dài 1–1,1 cm, màu trắng, mặt ngoài có lông tơ mịn, với vết chẻ một bên dài 4,5–5,5 mm, đỉnh 3 răng tù (khoảng 2 × 2 mm); ống tràng dài 3,3–3,7 cm, hình trụ hẹp, hơi nở rộng ở phần xa (đường kính đến khoảng 3,5 mm), màu trắng, mặt ngoài nhẵn nhụi, mặt trong với ít lông gần họng; thùy tràng lưng hình tam giác-hình trứng, 2,2–2,4 × 0,75–0,8 cm, màu trắng kem với các gân nửa trong mờ, nhẵn nhụi, đỉnh nhọn hẹp với mấu nhọn ngắn dài ~1,5 mm; các thùy tràng bên hình tam giác hẹp-hình trứng, 2,1–2,2 × 0,4–0,5 cm, màu trắng kem với các gân nửa trong mờ, nhẵn nhụi, đỉnh nhọn hẹp; cánh môi hình trứng ngược, 2,3–2,5 × 1,5–1,6 cm (ở điểm rộng nhất gần giữa cánh môi, rộng 1,85–2,1 cm khi bao gồm các nhị lép bên), màu trắng kem ở 1/3 đáy, phần xa màu tía sẫm đến tía-tím ở tâm, chuyển dần sang màu tía nhạt hoặc gần như trắng, mép hơi uốn ngược, nhẵn nhụi, đỉnh chẻ đôi, với vết chẻ dài 5–6 mm; nhị lép bên hình trứng, 1,5–1,6 × 0,3–0,45 mm, màu trắng kem đến vàng rất nhạt với các gân nửa trong mờ, hợp sinh với cánh môi đến 1/2–1/3 chiều dài, nhẵn nhụi, đỉnh thuôn tròn đến tù; nhị dài 1,9–2 cm; chỉ nhị dài ~1 mm, rộng 2–2,5 mm, màu trắng kem, nhẵn nhụi; bao phấn dài 1,15–1,2 cm (mào không kéo thẳng), rộng 3,5–4 mm, mô liên kết màu trắng kem đến vàng nhạt, nhẵn nhụi, mô vỏ bao phấn dài 1–1,1 cm, nứt dọc theo toàn bộ chiều dài, phấn hoa màu trắng kem, hình elip; mào bao phấn 0,95–1,1 cm (kéo thẳng), màu kem với ánh hồng đến đỏ-tía về phía đỉnh, nhẵn nhụi. Tuyến trên bầu 2, hình dùi, dài 5–5,5 mm, đường kính ~0,5 mm ở đáy, màu kem đôi khi với ánh hơi tía. Bầu nhụy hình trụ, 4–5,2 × 3–3,5 mm, màu ánh xanh lục nhạt đến trắng kem với ánh tía, có lông tơ, 3 ngăn, noãn đính trụ; vòi nhụy màu trắng, nhẵn nhụi; đầu nhụy hơi dày hơn vòi nhụy, màu trắng, lỗ nhỏ có lông rung. Quả nang (chưa thuần thục) hình trứng, 3 góc tù hủy vách, 2,2–2,6 × 0,8–1,1 cm, màu trắng kem với các đường dọc màu ánh đỏ dọc các mảnh vỏ, nhẵn nhụi, đỉnh với đài hoa bền. Hạt (chưa thuần thục) 4–6 mỗi ngăn, thuôn dài, 8–9,5 × 3,5–4 mm, màu trắng; áo hạt giống như túi, có viền/xé rách không đều ở đỉnh, màu trắng, bao phủ gần như toàn bộ hạt. Ra hoa tháng 6-8, tạo quả được quan sát vào tháng 8-9, nhưng có lẽ kéo dài đến tháng 10.
Z. magang khá khác biệt với các họ hàng của nó bởi sự kết hợp của các chồi lá chỉ gồm 3–5 lá có cuống rõ nét với phiến lá hơi dạng da bóng và uốn nếp yếu, và các cụm hoa với phần gốc của các lá bắc sát gốc lồi và hơi phồng lên làm cho nó có hình dạng hơi giống vết phồng. Chồi lá chỉ gồm một vài lá có thể được xem là hơi giống với Z. monophyllum và Z. ellipticum (tổ Pleuranthesis), tuy nhiên cả hai loài này đều có các chồi lá lớn hơn nhiều gồm 1-3 lá, và quan trọng hơn là cụm hoa của chúng thò ra từ giữa thân giả xuyên qua các bẹ lá.

## Sử dụng
Thân rễ của loài này được thu hái, nghiền nát để đắp vào vết thương hay bó khi gãy xương.